# Witt Weiden
 (décembre 2022).
Il peut être nécessaire de l'améliorer pour respecter le principe de neutralité de point de vue. 

 (décembre 2022).
- Si vous ne connaissez pas le sujet, laissez ce bandeau (vous pouvez alors contacter les auteurs).
- Si vous supprimez le contenu mis en cause (vous pouvez préalablement contacter les auteurs),

argumentez précisément cette suppression dans la page de discussion
(un manque de référence n'est pas un argument ; une recherche réelle de référence doit avoir été effectuée, être formellement documentée).
 (décembre 2022).
 (décembre 2022).
 (décembre 2022).
Josef Witt GmbH (Witt-Gruppe) est une société de vente par correspondance, située à Weiden, Allemagne. La société est une filiale du Otto Group. La marque la plus ancienne et la plus connue[réf. nécessaire] de Witt-Gruppe est Witt Weiden.

## Histoire
La société est la plus ancienne vente par correspondance de vêtements en Allemagne[réf. nécessaire]. La société a été fondée en 1907 de Josef Witt (1884-1954). Josef Witt est considéré comme un pionnier dans le secteur de la vente par correspondance en Allemagne.

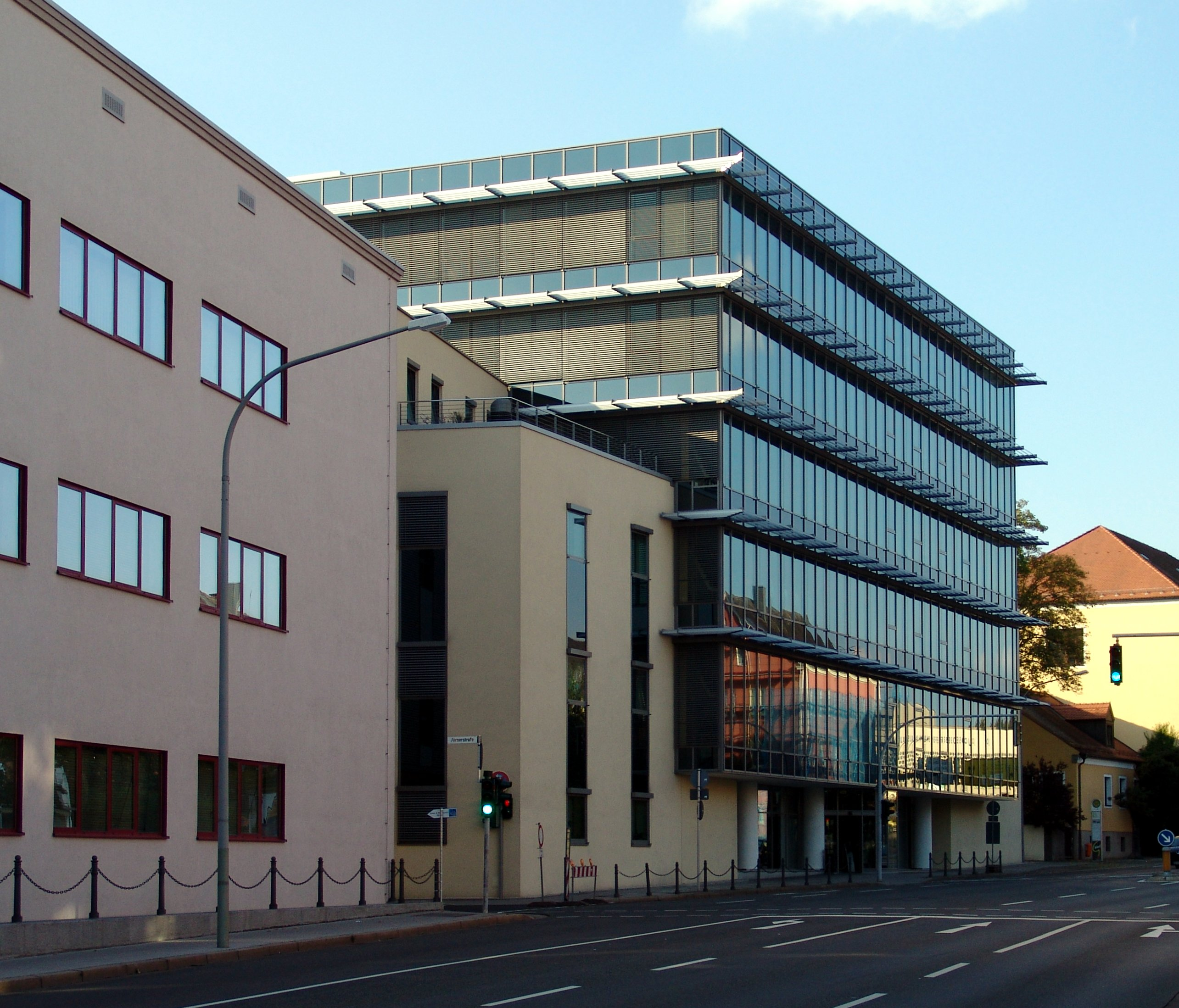
Witt

Après 1930, l'entreprise s'est considérablement développée. La compagnie avait un effectif de 5000 employés, les ventes ont été de 86 millions de Reichsmark. Après la mort de Josef Witt, sa femme Monika a continué les opérations commerciales de 1954 à 1958. Leur fils Josef Witt Jr. a pris sa suite. Avec une crise des ventes après 1980, Otto-Versand a acheté l'entreprise.
La société avait un chiffre d'affaires annuel de 1,231 milliard d'€ lors de l'année financière 2021-2022.
La société comprend onze marques et vend ses produits dans dix pays à travers le monde. La marque la plus ancienne et la plus connue de Witt-Gruppe est Witt Weiden.
Thomas Witt, le petit-fils de Josef Witt, a fondé le Museum Witt à Munich. La famille Witt n'a pas d'intérêts financiers dans Witt Weiden.